# Rișca (gmina)
Rișca – gmina w Rumunii, w okręgu Kluż. Obejmuje miejscowości Dealu Mare, Lăpuștești, Mărcești i Rișca. W 2011 roku liczyła 1446 mieszkańców.